# Epigomphus quadracies
Epigomphus quadracies là loài chuồn chuồn trong họ Gomphidae. Loài này được Calvert mô tả khoa học đầu tiên năm 1903.